# Andre Royo
Andre Royo (The Bronx (New York), 18 juli 1968) is een Amerikaans acteur en filmproducent.
Royo is het bekendst van zijn rol als Reginald Cousins (bijgenaamd Bubbles) in de televisieserie The Wire, waar hij in 52 afleveringen speelde.

## Biografie
Royo is van Afro-Amerikaanse en Cubaanse komaf. Hij doorliep van 1982 tot en met 1986 zijn high school in The Bronx (New York)
Royo is getrouwd en heeft hieruit een dochter.

## Filmografie

### Films
Uitgezonderd korte films.
- 2022 - To Leslie - als Royal
- 2018 - Beautiful Boy - als Spencer
- 2018 - Prospect - als Oruf
- 2017 - Billy Boy - als mr. Adams
- 2016 - Hunter Gatherer - als Ashley
- 2015 - Aftermath - als Rob
- 2015 - Lila & Eve - als Skaketti
- 2014 - Una Vida: A Fable of Music and the Mind - als Kenny
- 2013 - A Miracle in Spanish Harlem - als Tyrone
- 2013 - Calloused Hands - als Byrd
- 2013 - Shrader House – als Scott
- 2013 - The Spectacular Now - als mr. Aster
- 2012 - The Collection – als Wally
- 2012 - Hellbenders – als Stephen
- 2012 - Freelancers – als Daniel Maldonado
- 2012 - Smith & Wesson – als Wesson
- 2012 - Bigfoot – als Al Hunter
- 2012 - Red Tails – als Antwan Coleman
- 2012 - Remnants – als Rob
- 2010 - The Miracle of Spanish Harlem – als Tyrone
- 2010 - Super – als Hamilton
- 2009 - 21 and a Wake-Up – als dr. Jim West
- 2009 - The Mercy Man – als Tad
- 2008 - August – als Dylan Gottschalk
- 2007 - All About Us – als Mike
- 2006 - 5up 2down – als Benny
- 2005 - All the Invisible Children – als Sammy
- 2005 - Jellysmoke – als Paul
- 2005 - Fat Cats – als nummerman
- 2004 - Men Without Jobs – als Junie
- 2002 - G – als Tre
- 2001 - Perfume – als bendelid
- 2000 - Shaft – als Tattoo
- 1998 - L.A. Without a Map – als medewerker muziekwinkel

### Televisieseries
Uitgezonderd eenmalige gastrollen.
- 2023 - Harley Quinn & The Joker: Sound Mind - als Arnold Wesker - 10 afl.
- 2022-2023 - Big Nate - als oom Pedro (stem) - 7 afl.
- 2021-2023 - With Love - als Laz Zayas - 5 afl.
- 2021 - Truth Be Told - als Demetrius - 10 afl.
- 2021 - Blackout - als Julian - 6 afl.
- 2020 - Interrogation - als Charlie Shannon - 5 afl.
- 2015-2019 - Empire - als Thirsty Rawlings - 60 afl.
- 2014-2017 - Hand of God - als Robert 'Bobo' Boston - 20 afl.
- 2014-2016 - Kingdom - als hoteleigenaar - 2 afl.
- 2015 - Happyish - als Barry - 5 afl.
- 2013 - In Security - als Lyle - 6 afl.
- 2010-2011 - Fringe – als Henry Arliss Higgins – 3 afl.
- 2008 - Heroes – als Stephen Canfield – 2 afl.
- 2002-2008 - The Wire – als Reginald Cousins – 52 afl.
- 2008 - Terminator: The Sarah Connor Chronicles – als Summer – 2 afl.
- 2005 - Cuts – als George – 3 afl.

### Filmproducent
- 2013 - His New Hands - korte film
- 2013 - Calloused Hands – film
- 2012 - Would You Rather – film
- 2011 - The Inderstructible Jimmy Brown – film
- 2006 - Uncle Pop – korte film

## TheaterwerkBroadway
- 2007 The 24 Hour Plays 2007 - als Andre
- 2005 The 24 Hour Plays 2005 - als mr. Martin
- 2004 The 24 Hour Plays 2004- als Ron
- 2003 The 24 Hour Plays 2003 - als Gregory

- Bibsys: 8044935
- Bibliothèque nationale de France: cb151192259 (data)
- International Standard Name Identifier: 0000 0004 1036 4940
- Library of Congress Control Number: no2008080930
- Nationale Bibliotheek van Israël: 987007452043905171
- Virtual International Authority File: 14582562